# Rabea Grand
Pour les articles homonymes, voir Grand.
Rabea Grand, née le 15 juin 1984 à Loèche, est une skieuse alpine suisse polyvalente. 

## Biographie
Sa carrière dans des courses FIS démarre en 1999, puis découvre la Coupe d'Europe en 2002 et la Coupe du monde en 2005. Elle y marque ses premiers points en 2006. 
Elle est médaillée de bronze dans l'épreuve par équipes aux Championnats du monde 2007, où elle est aussi treizième du super combiné. En février 2009, elle obtient son deuxième top dix en Coupe du monde, terminant quatrième du super combiné de Tarvisio.
Elle se retire en 2011.

## Palmarès

### Championnats du monde
| Épreuve / Édition | Åre 2007 | Val d'Isère 2009 |
| Slalom géant      | Abandon  | Abandon          |
| Slalom            | 25e      | 14e              |
| Super combiné     | 13e      | 14e              |
| Par équipes       | Bronze   |                  |

### Coupe du monde
- Meilleur classement général : 55e en 2009.
- Meilleur résultat : 4e.

### Coupe d'Europe
- Vainqueur du classement de la descente en 2006 et 2010.
- 9 podiums, dont 4 victoires.

### Championnats de Suisse
- Championne de Suisse du slalom géant en 2009.